# Liste der Ortschaften im Bezirk Mattersburg
Die Liste der Ortschaften im Bezirk Mattersburg enthält die Gemeinden und ihre zugehörigen Ortschaften im burgenländischen Bezirk Mattersburg (in Klammern stehen die Einwohnerzahlen zum Stand 1. Jänner 2024):
- Antau (825)

- Bad Sauerbrunn (2305)

- Baumgarten (926)

- Draßburg (1231)

- Forchtenstein (2791)

- Hirm (1091)

- Krensdorf (630)

- Loipersbach im Burgenland (1232)

- Marz (2108)

- Mattersburg (6704)
  - Walbersdorf (823)

- Neudörfl (4971)

- Pöttelsdorf (765)

- Pöttsching (3077)

- Rohrbach bei Mattersburg (2625)

- Schattendorf (2388)

- Sieggraben (1256)

- Sigleß (1179)

- Wiesen (2766)

- Zemendorf-Stöttera
  - Stöttera (543)
  - Zemendorf (747)